# Aavere (Anija)
Aavere – wieś w Estonii, w prowincji Harju, w gminie Anija. Zamieszkana przez 16 osób.
Nazwa miejscowości została wymieniona po raz pierwszy w źródłach pisanych w 1330. Od 1540 wioska znajduje się w gminie Anija.